# Oonops leai
Oonops leai là một loài nhện trong họ Oonopidae.
Loài này thuộc chi Oonops. Oonops leai được William Joseph Rainbow miêu tả năm 1920.